# MtPaint
mtPaint (Mark Tyler pintura) es un programa de dibujo ligero para Windows y Linux. Fue desarrollado en 2004 por el británico Mark Tyler y actualmente es mantenido por Dmitry Groshev. El programa puede ser utilizado para crear dibujos y editar fotos. Se usa GTK 1 y 2, y está escrito en el lenguaje de programación C Debido al pequeño tamaño es adecuado un programa para trabajar en equipos más antiguos y menos potentes.

## Características y capacidades

### Interfaz
- Las barras de herramientas que se pueden conectar y desconectar con un simple botón.

- formato horizontal o vertical de la pantalla.

- Una estructura de píxeles que hace posible en gran medida para hacer un zoom

- El cepillo se puede mover muy preciso con las teclas de flecha.

- Atajos de teclado para las operaciones complejas.

- 12 imágenes se pueden guardar en el portapapeles.

- Hasta 1000 pasos que todavía se pueden deshacer.

- La traducción en muchos idiomas, incluyendo Nederlands.

- La posibilidad de hacer capturas de pantalla.

### Capacidades gráficas
- El uso de una paleta indexada RGB-images.

- Abrir, editar y guardar en BMP, GIF, JPEG, PNG, TIFF y XPM.

- Amplias posibilidades para componer una paleta.

- La creación de imágenes que contienen hasta 100 capas.

- La realización de animaciones por capas para dibujar juntos o para cambiar las paletas.

- Creación de animaciones con gifsicle veneno.

- Varias posibilidades para desenfocar la imagen (Gausiaans, Kuwahara Nagao).

- Herschalingen, ampliaciones y reducciones

- Las aplicaciones de todo tipo de estructuras y patrones.